# 2. Gardearmee (Rote Armee)
Die 2. Gardearmee (russisch 2-я гвардейская армия) war ein militärischer Großverband der Roten Armee der der Ostfront des Zweiten Weltkrieges eingesetzt wurde.

## Geschichte
Die 2. Garde-Armee wurde am 2. November 1942 auf Befehl der Stawka vom 23. Oktober 1942 in der Stadt Tambow aufgestellt, wobei der Stab der 1. Reserve-Armee herangezogen wurde, die Armee blieb zunächst dem Oberkommando direkt unterstellt. Am 15. Dezember 1942 wurde die 2. Gardearmee der Stalingrader Front (2. Formation) und ab 1. Januar 1943 der Südfront (2. Formation) zugeteilt und im Süden der Ostfront eingesetzt.

### 1942
Das Oberkommando plante zunächst, die 2. Gardearmee unter Generalleutnant Rodion Malinowski als Teil der Südwestfront für die Operation Saturn einzusetzen und aus der Region Kalatsch in Richtung Rostow – Taganrog durchzubrechen. Die Beseitigung der eingeschlossenen deutschen 6. Armee im Kessel von Stalingrad verzögerte sich und die Gefahr durch eine Gegenoffensive der Heeresgruppe Don zwang die Rote Armee ihre ursprünglichen Angriffsabsichten neu auszurichten. In dieser Situation stellte die Stawka die 2. Gardearmee dem Kommando der Donfront zur Verfügung. Die Entladung der herangebrachten Truppen erfolgte nordwestlich von Stalingrad an den Bahnstationen Ilowlja, Archeda, Lipki und Kachalino an den Tischkin-Verbindungen. Die ersten Staffeln der 2. Gardearmee kamen am 10. Dezember an und rückten sofort in das neue Konzentrationsgebiet zwischen Wertjachy und Peskowatka vor, etwa 85 Kilometer nordwestlich von Stalingrad gelegen.
Vom 19. November 1942 bis zum 2. Februar 1943 operierte die Armee während der Stalingrader Operation am Fluss Myschkowa. Während der Operation Wintergewitter spielte die 2. Gardearmee eine entscheidende Rolle, um den deutschen Gegenangriff bei Kotelnikowo abzuwehren. Am 16. Dezember stellte der Befehlshaber der Stalingrader Front der bei Wercne Kumski eingesetzten Armee die Aufgabe, am Morgen des folgenden Tages in das neue Aufmarschgebiet abzurücken um am Morgen des 18. Dezember die deutschen Truppen an der Linie Kowalewski – Gromoslawka anzugreifen und in Richtung Kotelnikowo zurückzuwerfen.
Armeegliederung 15. Dezember 1942
1. Garde-Schützenkorps, Generalmajor Iwan Iljitsch Missan
- 24. und 33. Garde- sowie 98. Schützen-Division

13. Garde-Schützenkorps, Generalmajor Porphyri Georgjewitsch Tschantschibadze
- 3. und 49. Garde- sowie 387. Schützen-Division

2. Garde-mechanisierte Korps, Generalmajor Karp Wassiljewitsch Swiridow
- 4., 5. und 6. Garde-mechanisierte Brigade
- 21. Panzerbrigade, 21. Garde-Panzerregiment
- 52., 128., 223. separate Panzerregiment

Um die deutschen Gegenangriffe an den Flanken der 2. Gardearmee zu decken, wurde Malinowski am 17. Dezember links auch das 4. Kavalleriekorps (61. und 81. Kavalleriedivision, 149. Panzerabwehr-Artillerie-Regiment) der 51. Armee sowie rechts das 4. mechanisierte Korps der neu formierten 5. Stoßarmee sowie die 300. und 87. Schützendivision taktisch unterstellt.
Am Morgen des 19. Dezember ging die neu eingetroffen deutsche 17. Panzerdivision im Abschnitt Nowoaksajski – Antonowo in die Offensive. Das sowjetische 4. Kavalleriekorps wurde dadurch auf die Linie Podstepinski, Werchne-Rubeschny zurückgedrängt und auch das 3. Garde-mechanisierte Korps (bis zum 18. Dezember als 4. mechanisiertes Korps bezeichnet) wurden auf den Tunginski Abschnitt zurückgeworfen. Am Abend des 23. Dezember wurde das 6. mechanisierte Korps der 2. Gardearmee als Verstärkung zugeführt.
Am 23. Dezember 1942 stellte der Stabschef der 2. Gardearmee, Oberst Sergei Birjusow eine Tabelle über die Stärke der 2. Gardearmee zusammen. Dieser zufolge verfügte die Armee über 60 Schützenbataillone, 3 Panzerbrigaden, 11 Panzerbataillone und 43 Artillerie-Divisionen (419 Panzer und 766 Geschütze und Mörser). Die Truppen der 2. Gardearmee ging zusammen mit den Truppen der 51. Armee am Morgen des 24. Dezember zwischen den Flüssen Myschkowa und Aksai gegen die deutsche Armeegruppe Hoth in die Offensive. Die Breite der Angriffszone der 2. Gardearmee betrug 40 Kilometer, die durchschnittliche Vormarschtiefe wurde pro Tag auf 24 Kilometer festgelegt. Die Truppen brachen den deutschen Widerstand relativ schnell und sicherten sich die Übergänge über den Fluss Myschkowa.
Um die erfolgreiche Offensive auszubauen, beschloss der Armeekommandant am 25. Dezember um 14 Uhr die zweite Staffel der Armee, des 7. Panzerkorps (Generalmajor P. A. Rotmistrow) und des 2. Garde-Mechanisierte Korps in die Schlacht zu werfen. Am 26. Dezember durchbrachen die sowjetischen Truppen die deutschen Verteidigungsanlagen am Aksai-Abschnitt. In drei Tagen intensiver Kämpfe konnte die Armee bis zu 30 Kilometer tief vorstoßen. Das 7. Panzerkorps besetzte am 26. Dezember Werchne-Jablochny. Nach der schnellen Niederlage der links eingesetzten rumänischen Verbände, griff das Kavalleriekorps gegen Schanutowsky und Samochin an. Die deutsche 23. Panzerdivision hielt noch Stellungen im Flusstal des Aksai, jedoch war die Heeresgruppe Don gezwungen, sich am Abend des 27. Dezember auf die Linie Ketchenery, Werchne-Salsk, Krajnaja Balka, Gremjachaja, Werchne-Kurmojarskaja zurückziehen.
Mit dem Rückzug der 2. Gardearmee auf die Linie Werchne-Jablochny und Scharnutowsky wurden Bedingungen geschaffen, um die deutschen Truppen im Gebiet Kotelnikowo von Norden und Süden zu umfassen. Das 7. Panzerkorps, das unter Munitions- und Treibstoffmangel litt, musste die Offensive zunächst stoppen. Am Morgen des 27. Dezember befand sich die rumänische 4. Armee auf der Linie nordöstlich von Kiselewka, Iki-Zorgakin und Werchne-Salsk. Gegen das deutsche 57. Panzerkorps rückte sowjetische Truppen in den Raum 8 km nördlich von Kotelnikovo vor. In Anbetracht dessen wurde eine Bedrohung für die linke Flanke des rumänischen Kavalleriekorps in der Region Werchne-Salsk geschaffen. Bis zum 28. Dezember konnten die Truppen der 2. Gardearmee Kotelnikowo freikämpfen.

### 1943
Die Truppen des rechten Flügels der Südwestfront erreichten am 17. Januar 1943 das Ostufer des nördlichen Donez. Bis zum 30. Januar waren die Panzerformationen der 2. Gardearmee stark angeschlagen: das sowjetische 3. Garde-Panzerkorps (General Rotmistrow) zählte nur noch 11 Panzer und war zeitweilig nicht mehr in der Lage, aktiv zu operieren. Das 2. und 5. Garde-mechanische Korps (der Generale Swiridow und Bogdanow) befanden sich in demselben Zustand und hatten nur mehr 45–50 Panzer zur Verfügung. Die wieder verstärkte 2. Gardearmee begannen am 8. Februar die Kämpfe um die Städte Nowotscherkassk und Rostow. Am 13. Februar konnte die Armee die Städte Nowoschachtinsk, Nowotscherkassk und 14. Februar Rostow am Don befreien. Am 16. Februar wurde der Fluss Mius erreicht, hier leistete die deutsche Armeeabteilung Hollidt hartnäckigen Widerstand und zwang die Armee in die Defensive. 
Während der Ende Juli einsetzenden deutschen Gegenoffensive am Mius erlitt die Armee im Bereich des 13. Garde-Schützenkorps herbe Verluste. Vom 13. August bis 22. September nahm die Armee an der Donbass-Offensive teil. Ende September 1943 erreichten ihre Truppen während der Melitopoler-Operation den Unterlauf des Flusses Dnjepr an der Schwarzmeer-Küste. Seit dem 20. Oktober war die 2. Gardearmee Teil der 4. Ukrainischen Front. Im Dezember 1943 beseitigte er bei Cherson nach schweren Kämpfen den deutschen Brückenkopf am linken Flussufer Dnjepr.

### 1944 und 1945
Im Februar 1944 wurde die 2. Gardearmee an die Landenge von Perekop verlegt. Vom 8. April bis 12. Mai nahm sie an der Schlacht um die Krim (8. April bis 12. Mai) teil, bei der sie in Zusammenarbeit mit anderen Truppen der 4. Ukrainischen Front und der Schwarzmeerflotte am 9. Mai die Stadt Sewastopol befreite.
Von Mai bis Juni 1944 wurde die 2. Gardearmee in das Gebiet der Städte Dorogobusch, Jelnja, verlegt. Zu diesem Zeitpunkt waren der Armee das 11. und 13. Garde- und das 54. Schützenkorps unterstellt. Ab dem 20. Mai befand sich die Armee in der Reserve der Stawka und wurde am 8. Juli der 1. Baltischen Front unterstellt. Während des Unternehmen Doppelkopf im Juli 1944 konnten die Armeetruppen die deutschen Gegenangriffe westlich und nordwestlich von Schaulen zurückschlagen.
Vom 5. bis 22. Oktober 1944 nahm die 2. Gardearmee an der Memel-Offensive
teil. Von Oktober bis Dezember war die Armee zwischen Prekuln und Saldus gegen die deutsche Heeresgruppe Kurland eingesetzt.
Am 20. Dezember 1944 wurde die 2. Gardearmee der 3. Weißrussischen Front zugeteilt. Vom 13. Januar bis 25. April 1945 durchbrachen die Armeetruppen während der Schlacht um Ostpreußen
die deutsche Front südwestlich der Stadt Königsberg und beteiligten sich in der Endphase des Krieges an der Zerschlagung der deutschen Samland-Gruppe (General der Infanterie Gollnick). Die 2. Garde-Armee wurde im September 1945 aufgelöst.

## Unterstellungen
- 15. Dezember 1942 – 1. Januar 1943, Stalingrader Front
- 1. Januar 1943 – 19. Oktober 1943, Südfront
- 20. Oktober 1943 – 19. Mai 1944, 4. Ukrainische Front
- 8. Juli 1944 – 19. Dezember 1944, 1. Baltische Front
- 20. Dezember 1944 – 5. September 1945, 3. Weißrussische Front

### Unterstellte Militäreinheiten 1942–1944
- 1. Garde-Schützenkorps, 15. Dezember 1942 – 25. Februar 1944
- 13. Garde-Schützenkorps, 15. Dezember 1942 – 23. Januar 1945
- 7. Panzerkorps, 18. bis 29. Dezember 1942
- 6. mechanisiertes Korps, 26. Dezember 1942 – 1. September 1943
- 4. Kavalleriekorps, 26. Dezember 1942 – 14. Januar 1943
- 3. Garde-Panzerkorps, 1. April 1943 – 3. November 1943
- 5. Garde-mechanisiertes Korps, 9. Januar 1943 – 6. Februar 1943
- 1. Schützenkorps, November bis Dezember 1944
- 44. Schützenkorps, September bis November 1944
- 54. Schützenkorps, 8. Juli bis November 1944
- 1. Panzerkorps, August bis Oktober 1944

### Gliederung Anfang Januar 1945
11. Garde-Schützenkorps, Generalleutnant Bagrat Issakowitsch Aruschanjan
- 32. Schützendivision, Generalmajor J. J. Werbow
- 2. Garde-Schützendivision, Generalmajor Nikita Sergejewitsch Samochwalow, ab 11. Februar Josif Antonowitsch Maximowitsch
- 33. Garde-Schützendivision, Oberst Nikolai Iwanowitsch Krasnow

13. Garde-Schützenkorps, Generalleutnant Anton Iwanowitsch Lopatin
- 87. Garde-Schützendivision, Generalmajor Kirill Jakowljewitsch Timtschik
- 3. Garde-Schützendivision, Generalmajor Grigori Fedosjewitsch Polischuk
- 24. Garde-Schützendivision, Oberst Pjotr Nikolajewitsch Domratschew

60. Schützenkorps, Generalmajor Anissim Stefanowitsch Ljuchtikow
- 154. Schützendivision, Generalmajor A. P. Moskalenko, ab 10. Januar Oberst I. L. Wolkow
- 251. Schützendivision, Generalmajor N. N. Degtjarew
- 334. Schützendivision, Oberst J. J. Brystein

4. Garde-mechanisiertes Korps, Generalleutnant Pawel Pawlowitsch Polubojarow
- 12. Garde-mechanische Brigade, Oberst Mykola Dushak
- 13. Garde-mechanische Brigade, Oberst Semjon Konstantinowitsch Kurkotkin
- 14. Garde-mechanische Brigade, Oberst Alexander J. Skidanow

## Führung
Oberbefehlshaber
- Generalmajor Jakow Grigorjewitsch Kreiser, 23. Oktober 1942 – 29. November 1942
- Generalleutnant Rodion Jakowlewitsch Malinowski, 29. November 1942 – 2. Februar 1943
- Generalleutnant Jakow Grigorjewitsch Kreiser, 3. Februar 1943 – 30. Juli 1943
- Generalleutnant Georgi Fjodorowitsch Sacharow, 31. Juli 1943 – 4. Juni 1944
- Generalleutnant Porphyri Georgjewitsch Tschantschibadze 4. Juni 1944 – 9. Mai 1945

Stabschefs der Armee
- Oberst M. Gretsow, Oktober – Dezember 1942
- Generalmajor Sergei Semjonowitsch Birjusow, Dezember 1942 – April 1943
- Generalmajor V. N. Razuwajew, April – August 1943
- Generalmajor P. I. Levin,  August 1943 – Mai 1945

Mitglieder des Militärrats
- Divisionskommissar I. I. Larin, November 1942 bis Januar 1943
- Generalmajor N. J. Subbotin, Februar 1943 bis Januar 1944
- Generalmajor V. Chereshnjuk, Januar 1944 bis Februar 1945
- Generalmajor N. I. Rjaposow, Februar 1945 bis 9. Mai 1945